# Pina Pellicer
Josefina Yolanda Pellicer López de Llergo (Cidade do México, México, 3 de abril de 1934 - 4 de dezembro de 1964), conhecida pelo nome artístico de Pina Pellicer, foi uma atriz mexicana conhecida no México por sua participação no filme Macario (1960), e nos Estados Unidos como Louisa ao lado de Marlon Brando no filme One-Eyed Jacks (1961).

## Biografia
Pellicer nasceu na Cidade do México, filha de César Pellicer Sánchez, advogado, e de Pilar López de Llergo. Seu tio, Carlos Pellicer era um poeta modernista. De seus sete irmãos, sua irmã mais nova, Pilar Pellicer também se tornou uma atriz mais conhecida por seus papéis em numerosas telenovelas; outra irmã mais nova, Ana, é escultora e co-autora da biografia de Pina Pellicer de 2006.
Durante o final da década de 1940, Pina Pellicer chegou a ser namorada do ator e escritor mexicano Roberto Gómez Bolaños.

## Carreira
O primeiro papel de Pellicer, embora apenas seu segundo filme a ser lançado, foi o filme One-Eyed Jacks, lançado pela Paramount Pictures. No filme, Pellicer interpretou Louisa, a enteada de Karl Malden e amante de Marlon Brando. A atriz mexicana Katy Jurado também apareceu como mãe de Louisa. A produção do filme foi muito atrasada, e o diretor original Stanley Kubrick deixou o filme junto com o roteirista Sam Peckinpah, o que fez com que Brando terminasse o filme, sendo a única vez em que Brando foi creditado como diretor de um filme. Assim, embora a produção tenha começado em 1958, o filme não foi lançado até 1961. A resposta européia foi positiva, e em julho de 1961 o filme recebeu a Concha de Ouro no Festival Internacional de Cinema de San Sebastián. Além disso, Pellicer recebeu o prêmio de melhor artista feminina, com comentários comparando-a com Audrey Hepburn. Nos Estados Unidos, a resposta foi mais mista e o filme recebeu apenas uma indicação ao Oscar, pela direção de fotografia de Charles Lang.
O primeiro filme com Pellicer a chegar aos cinemas foi a produção mexicana Macario, lançada em 1960. Pellicer interpretou a esposa do personagem-título, contracenando com Ignacio López Tarso. Macario foi a primeira produção mexicana a ser indicada ao Oscar de Melhor Filme Estrangeiro, mas acabou perdendo para Jungfrukällan, de Ingmar Bergman. Depois de Macario, Pellicer apareceu em mais dois filmes mexicanos, Días de Otoño, lançado em 1963, e El Pecador, lançado após sua morte em 1965. Durante sua aparição no Festival de Cinema de San Sebastián, conheceu o diretor espanhol Rafael Gil, que escalou a atriz para o papel-título no filme Rogelia, filmado nas Astúrias e lançado em 1962. Além de seu trabalho no cinema, ela também apareceu em episódios para os programas de televisão estadunidenses The Fugitive ("Smoke Screen", 1963) e The Alfred Hitchcock Hour ("The Life Work of Juan Diaz", 1964; escrito por Ray Bradbury), bem como na televisão mexicana.

## Morte
Pellicer cometeu suicídio em 4 de dezembro de 1964, aos 30 anos, com uma overdose de barbitúricos. A causa do suicídio teria sido presumivelmente uma depressão. Seu corpo está sepultado no Pantéon Jardín, na Cidade do México.

## Filmografia
| Ano  | Título                    | Papel             | Notas                                                         |
| ---- | ------------------------- | ----------------- | ------------------------------------------------------------- |
| 1960 | Macario                   | Esposa de Macario |                                                               |
| 1961 | One-Eyed Jacks            | Louisa            |                                                               |
| 1962 | Rogelia                   | Rogelia           |                                                               |
| 1962 | Días de Otoño             | Luisa             |                                                               |
| 1963 | The Fugitive              | María Álvarez     | Episódio: "Smoke Screen"                                      |
| 1964 | The Alfred Hitchcock Hour | María Díaz        | Episódio: "The Life Work of Juan Díaz"                        |
| 1964 | La dama de corazones      |                   | Telenovela                                                    |
| 1964 | Pacto de Medianoche       | Elsa              | Programa de teleteatro para o Canal 4 do Telesistema Mexicano |
| 1965 | El Pecador                | Irma              |                                                               |